# Marjana Gaponenko

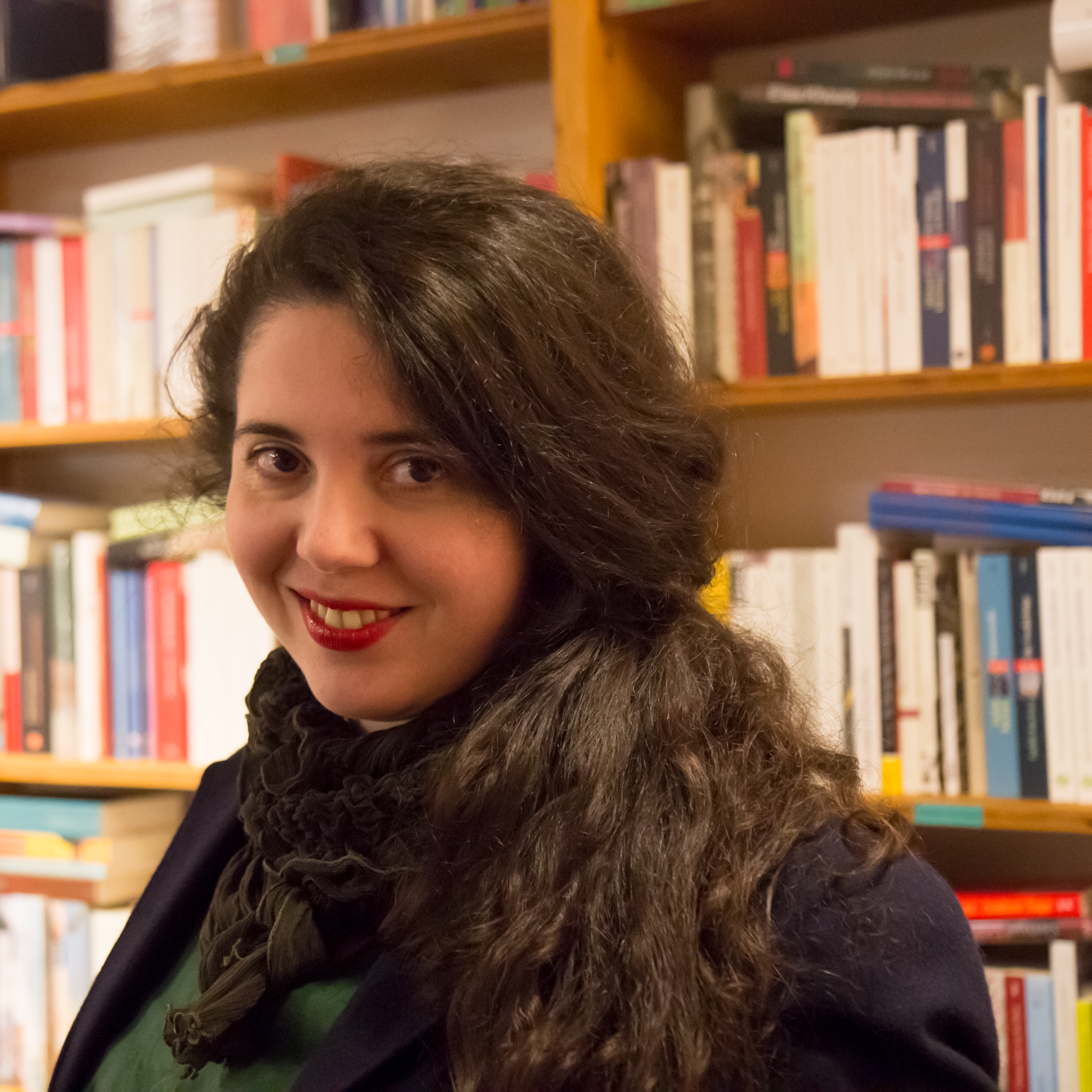
Marjana Gaponenko en 2011

Marjana Gaponenko (Odessa, 1981) es una escritora ucraniana en alemán.

## Biografía
Después de graduarse en la escuela, estudió alemán en la Universidad de Odesa y comenzó a escribir y publicar poemas. En Alemania fue promocionada por primera vez por Erik Martin a través de publicaciones en la revista literaria Muschelhaufen y fue conocida por un mayor número de lectores. Después de pasar algunas temporadas en Cracovia (Polonia) y en Dublín (Irlanda), vive entre Maguncia y Viena.
Gaponenko escribe en alemán desde que tenía dieciséis años. En 2000 debutó con el libro de poemas Wie tränenlose Ritter. En 2001 fue una de las candidatas al título "Autor del año" de la revista Deutsche Sprachwelt. En 2009 fue premiada con el premio literario Frau Ava. Su primera novela, Annuschka Blume, fue publicada en 2010 por la editorial Residenz Verlag. En 2012 la prestigiosa editorial Suhrkamp Verlag publicó su segunda novela, Wer ist Martha?, ganadora del galardón austriaco Alpha y del Adelbert von Chamisso de la Fundación Robert Bosch, que distingue a autores extranjeros que escriben en alemán.